# Андрупенская волость
А́ндрупенская волость (латыш. Andrupenes pagasts) — одна из 26 территориальных единиц Краславского края Латвии. Граничит с Аулейской, Граверской, Кастулинской, Константиновской и Андзельской волостями своего края, а также с Маконькалнской и Пушской волостями Резекненского края. Административным центром волости является село Андрупене.
Часть территории волости занимает национальный парк Разнас.